# Olympische Sommerspiele 2000/Teilnehmer (Andorra)
| Gelbes Symbol für Goldmedaillen mit stilisierten Olympischen Ringen | Graues Symbol für Silbermedaillen mit stilisierten Olympischen Ringen | Braundes Symbol für Bronzemedaillen mit stilisierten Olympischen Ringen |
| ------------------------------------------------------------------- | --------------------------------------------------------------------- | ----------------------------------------------------------------------- |
| —                                                                   | —                                                                     | —                                                                       |

Andorra nahm an den Olympischen Sommerspielen 2000 in der australischen Metropole Sydney mit fünf Athleten, zwei Frauen und drei Männern, in drei Sportarten teil.
Seit 1976 war es die siebte Teilnahme des europäischen Staates an Olympischen Sommerspielen.

## Flaggenträger
Der Leichtathlet Antoni Bernadó trug die Flagge Andorras während der Eröffnungsfeier im Stadium Australia.

## Teilnehmer nach Sportarten

### Leichtathletik
- Antoni Bernadó
Marathon: 48. Platz

- Silvia Suñe
Frauen, 1500 Meter: Vorläufe

### Schießen
- Joan Tomas
Trap: 39. Platz

### Schwimmen
- Santiago Deu
200 Meter Freistil: 51. Platz

- Meritxell Sabate
Frauen, 200 Meter Lagen: 35. Platz